# دلتای رود قرمز

موقعیت منطقه دلتای رود قرمز در کشور ویتنام

دلتای رود قرمز (ویتنامی: Đồng bằng sông Hồng) یکی از مناطق کشور ویتنام است.
این منطقه که شامل ۸ استان و ۲ منطقه شهری می‌شود، مساحت آن ۱۴٬۹۶۵٫۷ کیلومتر مربع و جمعیت آن در سال ۲۰١٩ میلادی تقریبا ٢٣ میلیون نفر بوده است.

## استان‌ها
| استان                | مرکز                 | جمعیت (٢٠١٩) | مساحت (km²)  | تراکم (/km²) |
| -------------------- | -------------------- | ------------ | ------------ | ------------ |
| استان باک نین        | باک نین              | ۱٬۴۴۵٬۶٢۶    | ۸۲۳٫۱ km²    | ١٬٧۵۶        |
| استان ها نام         | فو لی                | ٨٨٣٬٩٢٧      | ۸۵۹٫۷ km²    | ١٬٠٢٨        |
| استان های دونگ       | های دونگ             | ٢٬۵۶٨٬٠٣۵    | ۱٬۶۵۲٫۸ km²  | ۱٬۵۵۴        |
| استان هونگ ین        | هونگ ین              | ۱٬٣١٣٬۴۴٢    | ۹۲۳٫۵ km²    | ۱٬۴٢٢        |
| استان نام دین        | نام دین              | ٢٬١۵٠٬٢١۵    | ۱٬۶۵۰٫۸ km²  | ۱٬٣٠٣        |
| استان نین بین        | نین بین              | ١٬١١٩٬٨۴۵    | ۱٬۳۹۲٫۴ km²  | ٨٠۴          |
| استان تای بین        | تای بین              | ۱٬٩۴٢٬٣٢۵    | ۱٬۵۴۶٫۵ km²  | ۱٬٢۵۶        |
| استان وین فوک        | وین ین               | ۱٬٢٣٠٬۵١۴    | ۱٬۳۷۳٫۲ km²  | ۸٩۶          |
| هانوی (منطقه شهری)   | هانوی (منطقه شهری)   | ٧٬٧٨١٬۶٣١    | ۳۳۲۸٫۹ km²   | ۲٬٣٣٨        |
| هایفونگ (منطقه شهری) | هایفونگ (منطقه شهری) | ٢٬٣۵١٬٨٢٠    | ۱٬۵۲۰٫۷ km²  | ۱٬۵۴٧        |
| مجموع                | مجموع                | ٢٢٬٧٨۵٬٧۵٠   | ۱۴٬۹۶۵٫۷ km² | ۱٬۵٢٣        |